# Alegeri legislative în Suedia, 1991
Format:Politica Suediei
Alegerile pentru Parlamentul Suediei (suedeză Sveriges riksdag) au avut loc pe 15 septembrie 1991. Alegerile ca orice alegeri parlamentare în Suedia, au fost efectuate folosindu-se un sistem de reprezentare proportională a listei de partid.
Alegerea a fost remarcabilă datorită ridicării unui nou partid de dreapta numit Noua Democrație (Suedia) care a reușit asigurarea unui mandat parlamentar pentru prima și ultima dată.  Celor patru partide ale coaliției centrale de dreapta  Partidul Central, Partidul Popular, Partidul Moderat, și Creștin Democrat) le-au fost alocate combinat la un loc 171 de mandate cu 17 mai mult decat cele două partide de stânga ,154,dar incă puține față de mandatele necesare pentru majoritate.Așadar blocul central de dreapta a fost dependent de Noua Democratie pentru a asigura o majoritate parlamentară.

## Rezultate
| Partid            | Partid                                                                                         | Lider                                                                                          | Voturi             | Voturi | Voturi   | Mandate  | Mandate |
| Partid            | Partid                                                                                         | Lider                                                                                          | Procente           | %      | +− %     | Procente | +−      |
| ----------------- | ---------------------------------------------------------------------------------------------- | ---------------------------------------------------------------------------------------------- | ------------------ | ------ | -------- | -------- | ------- |
|                   | Partidul Social Democrat                                                                       | Ingvar Carlsson                                                                                | 2,062,761          | 37.71% | −5.5% ▼  | 138      | −18▼    |
|                   | Partidul Moderat                                                                               | Carl Bildt                                                                                     | 1,199,394          | 21.92% | +3.62% ▲ | 80       | +14 ▲   |
|                   | Partidul Liberal Popular                                                                       | Bengt Westerberg                                                                               | 499,356            | 9.12%  | −3.08% ▼ | 33       | −11 ▼   |
|                   | Partidul Central                                                                               | Olof Johansson                                                                                 | 465,175            | 8.50%  | −2.80% ▼ | 31       | −11 ▼   |
|                   | Partidul Social Creștin Democrat                                                               | Alf Svensson                                                                                   | 390,351            | 7.14%  | +4.20% ▲ | 27       | +27 ▲   |
|                   | Noua Democrație                                                                                | Ian Wachtmeister                                                                               | 368,281            | 6.73%  | +6.73% ▲ | 24       | +24 ▲   |
|                   | Partidul de Stânga                                                                             | Lars Werner                                                                                    | 246,905            | 4.51%  | −1.33% ▼ | 16       | −5 ▼    |
|                   | Partidul Ecologist                                                                             | Jan Axelsson și Margareta Gisselberg                                                           | 185,051            | 3.38%  | −2.15% ▼ | 0        | −20 ▼   |
|                   | Alții                                                                                          | —                                                                                              | 53,487             | 0.98%  | —        | —        | —       |
| Voturi nevalidate | Voturi nevalidate                                                                              | Voturi nevalidate                                                                              | 5,470,761          | —      |          | 349      |         |
|                   |                                                                                                |                                                                                                | 92,159             |        |          |          |         |
|                   |                                                                                                |                                                                                                |                    |        |          |          |         |
|                   | Blocul Central-Dreapta Partidu Moderat, Partidul Popular, Partidul Central, Creștin Democrații | Blocul Central-Dreapta Partidu Moderat, Partidul Popular, Partidul Central, Creștin Democrații | 2,554,276          | 45.9%  | +1.7% ▲  | 171      | +19 ▲   |
|                   | Aripa Stângă Social Democrații, Partidul de Stânga, Partidul Ecologist                         | Aripa Stângă Social Democrații, Partidul de Stânga, Partidul Ecologist                         | 2,494,717          | 44.8%  | −9.1% ▼  | 154      | −43 ▼   |
| Total             | Total                                                                                          | Total                                                                                          | 5 562 920 (86,7 %) |        |          |          |         |

Votul municipalității.Exprimă culoarea partidului care a primit cele mai multe voturi în cadrul coaliției care a câștigat majoritatea relativă.
Cartograma exprimă cât acoperă municipalitatea din numărul total de voturi exprimate.
Harta indică schimbările de la alegerile din anul 1988 până la alegerile din anul 1991.Culoarea albastru-inchis arată municipalitatea care a votat cu blocul format din partidele de Centru-Dreapta,iar culoarea roșu-închis indică municipalitatea care a votat cu aripa stângă.
Votul municipalității exprimat ca o scară de la roșu pentru partidele din Aripa Stângă,respectiv albastru pentru partidele din blocul de Centru-Dreapta.
Cartograma voturilor cu fiecare municipalitate care acoperă proporțional numărul voturilor valide. . Albastru reprezintă o majoritate relativă pentru coaliția de centru-dreapta, roșu aprins reprezintă o majoritate relativă pentru coaliția de stânga.